# 스토리펀딩
뉴스펀딩은 수용자가 원하는 기사를 사전에 ‘주문’하는 뉴스 생산 방식이다. 기존 매체가 생산한 기사를 단순히 소비하는 데 머물던 것에 비추어 볼 때 뉴스펀딩은 미디어 수용자가 생산자의 구실을 하게 되는 시스템이다.
뉴스펀딩은 뉴스 생산에 ‘크라우드 펀딩’(Crowd funding) 또는 ‘소셜 펀딩’ 방식을 도입한 것으로, 정보통신 기업이나 영화 제작 등에서는 이미 많이 사용되어 왔다.  미국에서는 앤드루 설리번 같은 블로그 기반의 ‘스타 기자’들이 이 방식을 도입해 성공적으로 안착한 상태이다. 대한민국에서 뉴스 생산에 이 방식이 시도된 것은 2014년 9월 29일 다음카카오에 의해서였다.
건국대학교 신문방송학과 교수 황용석은 "전화나 이메일 등을 통해 소극적인 제보를 해야했던 독자들의 입장에선 직접 뉴스를 주문할 수 있게 된 혁명적 변화이다. 언론사 입장에선 광고주 등 자본의 입김에서 언론의 독립성을 보장받을 수 있다"고 평가했다. 하지만 뉴스 유통의 '갑'인 포털 사이트가 콘텐츠 생산까지 입김을 발휘하는 데 대한 우려도 있다. 외형적으로는 대중참여 방식이지만, 프로젝트 선정에 포털 사이트 쪽이 개입할 가능성이 있다.
신동희 성균관대학교 인터랙션사이언스학과 교수는 “뉴스펀딩은 저널리즘 위기가 엄습하고 있는 상황에서 앞으로 나아가야할 방향적 모델이지만, 뉴스생태계의 강자인 포털 사이트가 콘텐츠 생산에까지 입김을 발휘하는 데 대한 우려가 있다”고 피력했다. 또한 “포털 플랫폼 중심의 뉴스펀딩이 포털사의 이해와 영향력을 지배적으로 만들 우려는 없는지를 고려하고 더 객관적이고 투명한 시스템을 갖춰야 한다”고 지적했다.
다음카카오는 훌륭한 품질의 기사가 포털 사이트로 전송되어도 어뷰징 기사에 묻혀버리는 안타까운 현실, 고품질 저널리즘을 좇는 언론사가 수익모델 부재로 흔들리는 현실에 대한 문제의식에서 뉴스펀딩 서비스를 시작하게 되었다고 밝혔다. 다음카카오는 "뉴스펀딩 서비스는 매체나 작가들이 일방적으로 콘텐츠를 생섵하는 방식에서 벗어나 제작에 필요한 비용을 후원자로부터 조달해 후원자와 함께 콘텐츠를 제작하고, 그 과정을 온라인에서 보여주는 새로운 형태의 미디어 콘텐츠 생산 서비스이다"라고 설명했다.